# Гастальделло, Бериль
Бериль Гастальделло (фр. Béryl Gastaldello; род. 13 февраля 1995, Марсель) — французская пловчиха, призёр чемпионатов мира, двукратная чемпионка Европы 2012 и 2019 годов. Член сборной Франции по плаванию. Участница летних Олимпийских игр 2016 года.

## Карьера
Её родители были пловцами, мать Вероник Жарден участвовала в международных соревнованиях за французскую команду в 1980-х годах, а отец Эрик, который также был чемпионом Франции и французским рекордсменом на дистанции 100 метров брассом, позже стал тренером.
На чемпионате Европы в коротком бассейне в 2012 году в Шартре выиграла две медали: золото в эстафете смешанного стиля 4×50 метров и бронзу в эстафете 4×50 метров вольным стилем. В обоих случаях участвовала только в предварительных раундах.
В 2016 году приняла участие в летних Олимпийских играх в Рио-де-Жанейро.
В 2018 году на чемпионате Европы по водным видам спорта сумела завоевать два титула в эстафетах.
На чемпионате мира в корейском Кванджу, в 2019 году, в составе смешанной эстафеты завоевала бронзовую медаль на дистанции 4 по 100 метров вольным стилем.
В декабре 2019 года, в Глазго, на чемпионате Европы по плаванию на короткой воде, одержала победу в составе эстафетной четверки на дистанции 4 по 50 вольным стилем. а дистанциях 100 м вольным стилем, а также 50 метров баттерфляем и на спине завоевала серебряные медали.